# A114-es autópálya (Németország)
Az A114-es autópálya (németül: Bundesautobahn 114) egy autópálya Németországban. Hossza 8 km.